# سرخ هندی
سرخ هندی یا گردویی رنگی بین سرخ و قهوه‌ای و رنگدانه‌ای از انواع اخرایی است که رنگ خود را از اکسید آهن تولیدشده در هند می‌گیرد. رنگ‌های دیگر اکسیدهای آهن عبارتند از سرخ ونیزی، سرخ انگلیسی و کوبه. به نظر می‌رسد رنگی به این نام در گذشته در زبان فارسی وجود نداشته است. وجه تسمیهٔ نام آن رنگ پوست سخت گردوی تازه پس از کندن پوستهٔ سبز خارجی است.
بلوطی رنگی مشابه اما جدا و متمایز از سرخ هندی است.

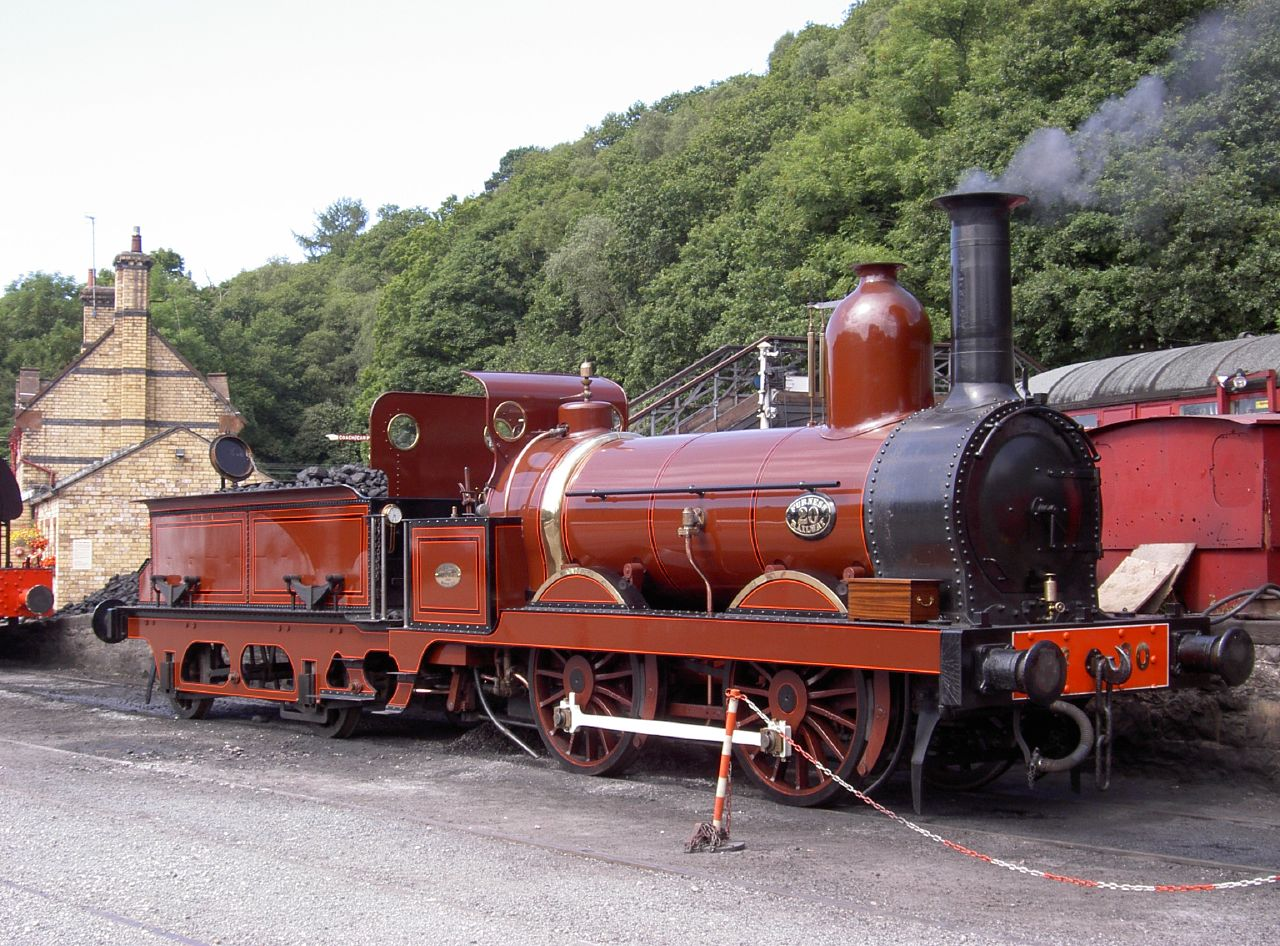
راه‌آهن Furness شماره ۲۰ که امروز بازسازی شد

## گوناگونی سرخ هندی
سرخ ونیزی
سرخ هندی پررنگ
سرخ انگلیسی
کوبی
- راه‌آهن Talyllyn دو لوکوموتیو خود به نام‌ها Talyllyn و Dolgoch را به افتخار ۱۵۰مین سالگی این خط در سال ۲۰۱۵ با رنگ سرخ هندی رنگ‌آمیزی کردند.[۱]